# Tulancingo de Bravo
Tulancingo de Bravo (in nahuatl “En el tular” o “dietro il tular”) è la seconda città più popolosa dello stato di Hidalgo e capoluogo dell’omonimo municipio. Si trova circa 93–119 km a nord-ovest di Città del Messico, a un’altitudine di circa 2.180 m sul livello del mare .
Con una popolazione di circa 168.000 abitanti (INEGI 2020), è la seconda località più popolosa dello stato dopo Pachuca de Soto. Il nome deriva dal nahuatl Tollantzinco, che significa “piccolo Tula” o “luogo nei pressi del tular”. Fondata in epoca preispanica e successivamente evangelizzata dai francescani nel XVI secolo, ottenne il titolo di città il 30 aprile 1854, aggiungendo “de Bravo” in onore dell’eroe indipendentista Nicolás Bravo. La sua economia si basa principalmente sull’industria tessile, l’allevamento ovino, la produzione lattiero-casearia e il commercio, mentre dal punto di vista culturale si distingue per la sua gastronomia — celebre il tradizionale guajolote — e per attrazioni come la Cattedrale Metropolitana di San Giovanni Battista, la zona archeologica di Huapalcalco e il Museo de El Santo.